# Harald Walder
Harald Walder (Lienz, 30 de agosto de 1973) es un deportista austríaco que compitió en snowboard. Ganó una medalla de bronce en el Campeonato Mundial de Snowboard de 1999, en la prueba de eslalon gigante paralelo.

## Medallero internacional
| Campeonato Mundial | Campeonato Mundial       | Campeonato Mundial | Campeonato Mundial       |
| Año                | Lugar                    | Medalla            | Prueba                   |
| ------------------ | ------------------------ | ------------------ | ------------------------ |
| 1999               | Berchtesgaden (Alemania) | Medalla de bronce  | Eslalon gigante paralelo |